# 中央军委科学技术委员会科技创新局
中央军委科学技术委员会科技创新局，位于北京市，是中央军委科学技术委员会下属局，负责全军科技创新工作。

## 沿革
在深化国防和军队改革中，2016年1月组建中央军委科学技术委员会。中央军委科学技术委员会新设中央军委科学技术委员会科技创新局。

## 机构设置
- 前沿办公室[2]

## 历任局长
| 中央军委科学技术委员会科技创新局局长 | 中央军委科学技术委员会科技创新局副局长 - 朱文峰（2016年—） |